# Püha (Saare)
Püha est un village de la commune de Saaremaa située dans le comté de Saare en Estonie.
Avant la réforme administrative des municipalités estoniennes en 2017, le village faisait partie à la municipalité de Pihtla.